# Dyrdyn
Dyrdyn (ukr. Дирдин) – wieś na Ukrainie, w obwodzie czerkaskim, w rejonie czerkaskim, w hromadzie Horodyszcze. W 2001 liczyła 1440 mieszkańców, spośród których 1410 wskazało jako ojczysty język ukraiński, 24 rosyjski, 1 mołdawski, 3 białoruski, a 2 inny.